# میزوهو سکیوریتیز
میزوهو سکیوریتیز (انگلیسی: Mizuho Securities) شرکت سرمایه‌گذاری ژاپنی است، که در سال ۲۰۰۴ توسط گروه مالی میزوهو تأسیس شد.